# La Hiểu Thông
La Hiểu Thông (tiếng Trung: 羅曉聰; sinh ngày 10 tháng 6 năm 1995 ở Hồng Kông) là một cầu thủ bóng đá Hồng Kông thi đấu ở vị trí tiền vệ chạy cánh cho câu lạc bộ tại Giải bóng đá ngoại hạng Hồng Kông Hong Kong Pegasus.

## Sự nghiệp câu lạc bộ
Năm 2012, La ký hợp đồng với câu lạc bộ tại Giải hạng nhất Hồng Kông Hong Kong Rangers.
Năm 2014, La rời Rangers đến với câu lạc bộ South China của Giải bóng đá ngoại hạng Hồng Kông. Ngày 13 tháng 4 năm 2016, La ghi bàn thắng đầu tiên cho South China trước câu lạc bộ Maldives Maziya, khi South China giành chiến thắng 2–0.
Ngày 11 tháng 6 năm 2017, chủ tịch HK Pegasus Lương Chí Sơn tiết lộ rằng Law\ cùng với ba cầu thủ South China khác sẽ đến Pegasus.